# Тодоров, Петко
Петко Юрданов Тодоров (болг. Петко Тодоров; 26 сентября 1879, Елена, Османская империя, — 14 февраля 1916, Шато-Д’Е, кантон Во, Швейцария) — болгарский поэт, прозаик и драматург, юрист.

## Биография
Родился в состоятельной чорбаджийской семье. Его отец Юрдан Тодоров был одной из самых влиятельных личностей в канун освобождения Болгарии и после него. В его сестру Мину Тодорову был влюблён основоположник болгарского символизма поэт Пейо Яворов.
Среднее образование получил во Франции, затем изучал право в Берне и славянскую филологию в Берлинском университете, где под руководством профессора А. Брюкнера написал диссертацию. В 1902 году Петко Тодоров посетил Прагу, чтобы исследовать славистические тексты в Чешской Народной библиотеке в целях написания диссертации.
В то время он — сторонник актуальной в тот период идеи об общеславянском объединении, позже становится одним из самых ревностных последователей учения Льва Толстого.
В 1890-е находился под влиянием социалистических идей. Сотрудничал с прессой, публикуя статьи по общественно-политическим вопросам.
В 1905 году был среди основателей болгарской Радикально-демократической партии.
Вошёл в литературный кружок «Мысль» (членами которого также были Крестю Крестев, Пейо Яворов и Пенчо Славейков).
С марта 1912 лечился от туберкулёза на Капри. Поддерживал там связи с М. Горьким, содействовал укреплению болгаро-русских отношений. Во время Первой мировой войны был дружен с Л. Троцким.
Умер в Швейцарии от туберкулёза. В 1921 году его прах был перевезен в Софию.

## Творчество
Петко Тодоров — видный представитель болгарской литературы и один из самых крупных болгарских драматургов.
Печатался с 1894 года. Ранние очерки и стихи проникнуты симпатиями к пролетариям. С начала 1900-х увлекался немецкой идеалистической философией, испытал влияние модернизма.
Сборник рассказов «Идиллии» (1908) содержит стилизованные легенды из сельской жизни. Автор ряда идиллий («Гусларева майка», «Змейно», «Несретник» и др.). Среди «Идиллий» его имеется несколько рассказов, представляющих собою развернутые поэтические аллегории («Радость», «Борьба» и др.). В героях своих рассказов писатель обыкновенно рисует незаурядные поэтически настроенные натуры. Они жаждут простора и воли, но не могут выступить против окружающей действительности. Они пассивно подчиняются своей «орисии», то есть предопределению судьбы, и, переживая тяжелую внутреннюю драму, остаются одинокими.
Он — автор шести законченных пьес, раскрывающих острые нравственные и социальные конфликты:
- «Строители» («Зидари», 1901),
- «Самодива» («Самодива», 1904),
- «Страхил — страшный гайдук» («Страхил страшен хайдутин», 1905),
- «Первые» («Първите», 1907—1912)
- «Невеста Боряна» («Невяста Боряна», 1908)
- «Свадьба Змея» («Змейова сватба», 1910).

По содержанию в большинстве пьесы представляют собою драматизированную обработку народно-фантастических, песенных, сказочных и балладных сюжетов, развертывающихся на фоне патриархального народного быта. Позднейшая драма Тодорова «Първите» представляет собой в молодой болгарской литературе лучший, если не единственный в своем роде образец социальной драмы: автор даёт в ней страничку из истории классовой борьбы в Болгарии до освобождения от турецкого гнета.
Ему принадлежит труд «Славяне и болгарская литература» (опубликован в 1944).